# Левіцьке
Левіцьке (пол. Lewickie) — село в Польщі, у гміні Юхновець-Косьцельний Білостоцького повіту Підляського воєводства.
Населення — 350 осіб (2011).
У 1975-1998 роках село належало до Білостоцького воєводства.

## Демографія
Демографічна структура станом на 31 березня 2011 року:
|          | Загалом | Допрацездатний вік | Працездатний вік | Постпрацездатний вік |
| -------- | ------- | ------------------ | ---------------- | -------------------- |
| Чоловіки | 174     | 36                 | 122              | 16                   |
| Жінки    | 176     | 34                 | 111              | 31                   |
| Разом    | 350     | 70                 | 233              | 47                   |